# Erik Müller (professor)
Erik Gottlieb Müller, född 5 augusti 1866 i Helsingborg, död där 15 juli 1923, var en svensk läkare.
Müller blev student vid Uppsala universitet 1884, medicine licentiat i Stockholm 1894 och medicine doktor i Lund 1895, sedan han i Stockholm utgivit avhandlingen Om inter- och intracellulära körtelgångar. Från 1891 ansvarade Müller som tillförordnad lärare för undervisningen i histologi vid Karolinska institutet samt utnämndes 1895 till extra ordinarie professor i detta ämne vid nämnda institut. År 1899 blev han ordinarie professor i anatomi där. Müller blev ledamot av Vetenskapsakademien 1905 och av Fysiografiska sällskapet i Lund samma år. Han var sekreterare i Svenska Läkaresällskapet 1907-10 och ordförande i Svenska Linnésällskapet 1920-23.